# Tangerine Microtan 65
Tangerine MICROTAN 65 (MICROTAN 65) је био кућни рачунар фирме Tangerine који је почео да се производи у Уједињеном Краљевству од 1979. године.
Користио је MOS Technology 6502 као микропроцесор. РАМ меморија рачунара је имала капацитет од 1 kb (до 48k).

## Детаљни подаци
Детаљнији подаци о рачунару MICROTAN 65 су дати у табели испод.
|                       |                                                   |
| [ 1 ]                 |                                                   |
| Произвођач            |                                                   |
| Тип                   | кућни рачунар                                     |
| Меморија              | 1 (до 48k)                                        |
| Поријекло             | Уједињено Краљевство                              |
| Година                | 1979                                              |
| Тастатура             | хексадецимална тастатура у основној верзији       |
| Процесор              |                                                   |
| Фреквенција процесора | 0,75                                              |
| RAM                   | 1 (до 48k)                                        |
| ROM                   | 1 (TANBUG v1), прошириво до 14kb                  |
| Текст                 | 32 x 16                                           |
| Графика               | 64 x 64 са графичким знаковима                    |
| Боја                  | једна боја                                        |
| Звук                  | 3 канала, 8 октава, програмибилни генератор звука |
| Димензије             | 216 x 180 x 50 / 836gr                            |
| Портови               |                                                   |
| Оперативни систем     | [[]]                                              |